# Margarit i Margarita
Margarit i Margarita (en búlgar: Маргарит и Маргарита) és una pel·lícula dramàtica búlgara de 1989 dirigida per Nikolai Volev. La pel·lícula va ser seleccionada com l'entrada búlgara a la Millor Pel·lícula Internacional als Premis Oscar de 1990, però no va ser nominada.

## Argument
Margarit i Margarita, estudiants d'últim grau de secundària, s'estimen. Orgullosos i independents, sovint s'enfronten als seus mestres i pares. Deixen l'escola i les seves llars pel simple fet de ser lliures. No obstant això, entren en un món ple de corrupció i brutalitat.

## Repartiment
- Irini Antonios Zampona com Margarita-Rita
- Hristo Shopov com Margarit
- Rashko Mladenov com Yuliyan el coreògraf
- Vassil Mihajlov com Nerizanov
- Veselin Vulkov com Yanev, El pare de Margarit
- Iliya Raev com L'escolar principal
- Tanya Shahova com Kostova, el professor de cap